# Congresso nazionale dell'Honduras
Il Congresso Nazionale (in spagnolo: Congreso Nacional) è l'organo legislativo unicamerale dell'Honduras.
Il Congresso è composto da 128 deputati, eletti tramite suffragio universale per un periodo di quattro anni.